# Anoia (Italia)
Anoia (Anòi in calabrese) è un comune italiano di 2 003 abitanti della città metropolitana di Reggio Calabria in Calabria.
Il territorio del comune risulta compreso tra i 44 e i 343 metri s.l.m., mentre l'escursione altimetrica complessiva risulta essere pari a 299 metri.
È composto dalle due frazioni, Anoia Inferiore e Anoia Superiore.

## Origini del nome
Il nome, secondo Gerhard Rohlfs, deriverebbe dal greco άνωγεον, che significa "in alto" o meglio "luogo posto in alto", e dovrebbe indicare l'insediamento di Anoia Superiore.

## Storia
Baronia dal 1270, diviene Marchesato nel 1664, comune il 4 maggio del 1811.

### Origini
Le sue origini sono tuttora incerte, potrebbero risalire al V-IV secolo a.C., quando gli antichi coloni della Magna Grecia cominciarono a sbarcare sulle coste ioniche dell'odierna Calabria (VII secolo a.C.) fondando dei centri economici e culturali.
I locresi, per raggiungere le colonie del Tirreno seguivano delle vie interne, lungo le quali costituivano degli insediamenti sia civili che religiosi per mantenere il controllo sui territori limitrofi. La presenza greco-locrese ad Anoia è confermata dal ritrovamento di monete e reperti archeologici.

### Impero romano
In contrada Aracri sono state ritrovate alcune monete romane ed altri reperti archeologici di questo periodo.

### VIII - XII secolo
In questo periodo vengono edificati in Calabria numerosi monasteri dell'ordine di San Basilio, nell'attuale centro di Anoia Superiore venne costruito quello di S. Maria del Ruvo (la data di effettiva costruzione rimane ancora incerta, mentre la sua distruzione potrebbe essere avvenuta a seguito del terremoto del 1908).
In tutto il territorio reggino, ed anche ad Anoia, avvenne un mescolamento di razze e di lingue. La popolazione era formata da greci, latini, saraceni, longobardi, normanni. La lingua scritta era il greco, ed anche la lingua parlata era ricca di questi vocaboli.

### Periodo feudale
Già esistente nel XIII secolo, quando secondo altre fonti prese il nome da una famiglia che lo ebbe in feudo nei primi del 1300. Nel 1270 era un importante borgo e venne assegnato come Baronia alla famiglia De Nao; in seguito passò ai De Orta, ai De Acquarola, ai Maiuli, agli Anoja, ai Caracciolo di Gerace, ai Ruffo di Sinopoli e ai Paravagna, sotto i quali divenne Marchesato nel 1664.
Il feudo produceva grani, granidindia, frutti, vini, olj e gelsi, risultava così composto: Anoja Superiore (faceva di popolazione 530) Anoja Inferiore (faceva di popolazione 730) Maropati (faceva di popolazione 451) Tritanti (faceva di popolazione 352); complessivamente il feudo faceva di popolazione 2063.
Nel 1560 a Maropati era già esistente la chiesa di San Giorgio.
Nel 1582 veniva fondato il convento dei minimi (Anoia Inferiore) facente riferimento all'ordine di San Francesco di Paola.
Tra il 5 febbraio ed il 28 marzo del 1783 un forte terremoto distrusse Annoja Superiore (548 abitanti, morti 63), Annoja Inferiore (1040 abitanti, morti 154), Tritanti (306 abitanti, morti 16 e danni per 40 000 ducati) Maropati (1513 abitanti, morti 226). I centri vennero ricostruiti dal Re N. S.
Nel 1791 un successivo terremoto colpì nuovamente questi paesi causando lesioni in numerosi edifici e la caduta di piccole parti in muratura, ad Anoia Superiore in un angolo della chiesa di San Sebastiano si aprì una lesione che andava fino alla sommità del campanile, il quale subì anche gravi danni alle arcate e dovette essere demolito.
Nel 1793 veniva realizzata per opera dello scultore Vincenzo Scrivo la statua della Immacolata (Tritanti).
Nel 1795 il feudo faceva di popolazione 2923 (Anoia Inferiore 707, Anoia Superiore 578, Maropati 1286, Tritanti 352)

### Regno delle due Sicilie
Con il riordino amministrativo disposto dal decreto 4 maggio 1811, il territorio di Anoja veniva diviso in due comuni: Anoja e Maropati.
Anoja Comune del napoletano, provincia di Calabria Ulteriore I, Corte di Appello di Catanzaro, tribunale di Palmi, circondario di Palmi, diocesi di Mileto, mandamento di Cinquefrondi, formato da Anoja Superiore e da Anoja Inferiore. Nel 1811 aveva una popolazione di 1 171 abitanti. Secondo l'ultimo censimento del Regno di Napoli (anno 1862) la popolazione era di 1 826 abitanti (859 maschi, 967 femmine). La sua guardia nazionale consta di una compagnia con 125 militi attivi e 17 di riserva: totale 142 militi. La mobilizzabile è di 30 militi. Gli elettori politici sono inscritti nelle liste elettorali nel comune di Cittanova. Nel 1863 erano 54. L'ufficio postale è a Polistena. Pel Dazio consumo è comune di quinta classe. Il suo territorio è in lungo piano e di buona aria, ed assai acconcio alla coltivazione delle viti, oli e dei gelsi.
Il Capoluogo Anoja Superiore, dista 27 Chilometri da Palmi. Esso possiede l'opera Cappella, che ha un reddito di L. 4530 per elemosine.

### Regno d'Italia
Il 1º dicembre del 1883 viene istituito l'ufficio postale.
Vengono realizzate le prime opere pubbliche, incanalamento della rete fognaria (fine XIX secolo), sostituzione dei lampioni a petrolio con quelli elettrici, impianto telegrafico per le comunicazioni (primi anni del XX secolo).
All'inizio del XX secolo diversi terremoti colpirono il territorio di Anoia, 1905, 1907, ed il più grave verificatosi il 28 dicembre 1908.
Il centro che venne maggiormente colpito fu quello di Anoia Superiore dove "Il terremoto fu rovinoso; su 771 case che componevano la località 2 crollarono, 20 risultarono gravemente danneggiate ed in 29 si registrano danni." così il Baratta descrisse l'evento.
Nel 1933 vengono completate le prime scuole pubbliche (scuole elementari) nei due centri. Nel 1934 viene completata la chiesa di Maria SS. Assunta meta di pellegrinaggio per diversi anni.

### Repubblica Italiana
Agli inizi degli anni '50 viene realizzata la rete idrica comunale per le civili abitazioni. Nel 1955 vengono realizzati gli edifici per le scuole medie. Il 10 giugno 1979 il comune passa dalla diocesi di Mileto alla diocesi di Oppido-Palmi.
Nei primi anni '90 viene completata la rete del metano per la fornitura alle civili abitazioni. Nel 1995 avvengono le prime connessioni a internet (tecnologia dial-up), dalla fine anni '90 vi è la possibilità di collegarsi ad internet con la tecnologia xDSL, nel 2015 avviene la copertura del territorio con la fibra ottica.

### Simboli
Lo stemma e il gonfalone del comune sono stati concessi con decreto del presidente della Repubblica del 2005.
Il gonfalone è un drappo di azzurro.
In precedenza il Comune aveva in uso uno stemma e un gonfalone concessi con D.P.R. n. 12 foglio 397 del 27 luglio 1972.
(D.P.R. 27 luglio 1972)

## Monumenti e luoghi d'interesse
- Borgo antico: la parte più antica di Anoia Superiore.[45]
- Chiesa della Madonna dell'Assunta.[46][47]
- Ex Chiesa di S. Nicola: chiesa del XVI secolo colpita dal terremoto della Calabria meridionale del 1783 e ricostruita nel 1803.[45]
- Chiesa di S. Sebastiano: chiesa edificata nel XVII secolo e colpita dal terremoto del 1783 e del 1791 venne ricostruita nel 1831.[48]
- Chiesa di S. Nicola: chiesa degli anni trenta del XIX secolo.[45]
- Villa comunale: giardino con panorama dell'Aspromonte da una parte e del Mar Tirreno dall'altra.[45]
- Palazzo Paravagna: residenza della famiglia di feudatari Paravagna fino al 1806.[45]
- Fontana vecchia[49].
- Fontana di Seritana

## Società

### Evoluzione demografica
Abitanti censiti

### Religione
La religione più diffusa è quella cattolica di rito romano. Il comune fa parte della diocesi di Oppido Mamertina-Palmi e del vicariato di Polistena. Il territorio comunale è attualmente suddiviso in due parrocchie: San Nicola vescovo (ad Anoia Inferiore) e San Sebastiano (ad Anoia Superiore).
Ad Anoia Superiore è presente un istituto religioso, composto dalle Suore Missionarie del Catechismo, congregazione fondata da Padre Vincenzo Idà il 5 agosto 1939..

### Tradizioni e folclore
- Taglio della quercia e falò in onore di San Sebastiano Martire (19-20 Gennaio)

## Cultura

### Istruzione
A seguito del Piano di Razionalizzazione della Rete Scolastica, con delibera di giunta della Provincia di Reggio Calabria del 4 dicembre 2017, nel Comune sussistono le seguenti Istituzioni Scolastiche: istituto comprensivo "Anoia-Giffone/F. Della Scala".

## Infrastrutture e trasporti
Il comune è interessato dalla strada provinciale 4 Inn. SS 111.

## Amministrazione
| Periodo           | Periodo           | Primo cittadino    | Partito                | Carica  | Note          |
| ----------------- | ----------------- | ------------------ | ---------------------- | ------- | ------------- |
| 7 luglio 1986     | 1 giugno 1991     | Giuseppe Pasquale  | Democrazia Cristiana   | Sindaco | [ 55 ]        |
| 1 giugno 1991     | 10 giugno 1996    | Fabiano Pasquale   | Indipendente           | Sindaco | [ 56 ] [ 57 ] |
| 10 giugno 1996    | 17 aprile 2000    | Alessandro Demarzo | Lista civica di centro | Sindaco | [ 58 ]        |
| 17 aprile 2000    | 5 aprile 2005     | Alessandro Demarzo | Lista civica           | Sindaco | [ 59 ]        |
| 5 aprile 2005     | 30 marzo 2010     | Antonio Napoli     | Lista civica           | Sindaco | [ 60 ]        |
| 30 marzo 2010     | 1 giugno 2015     | Antonio Ceravolo   | Lista civica           | Sindaco | [ 62 ]        |
| 1 giugno 2015     | 22 settembre 2020 | Alessandro Demarzo | Lista civica           | Sindaco | [ 64 ]        |
| 22 settembre 2020 | in carica         | Alessandro Demarzo | Lista civica           | Sindaco | [ 65 ]        |

## Sport
Campo sportivo comunale, campo di calcetto.